# Charles-Augustin Sainte-Beuve

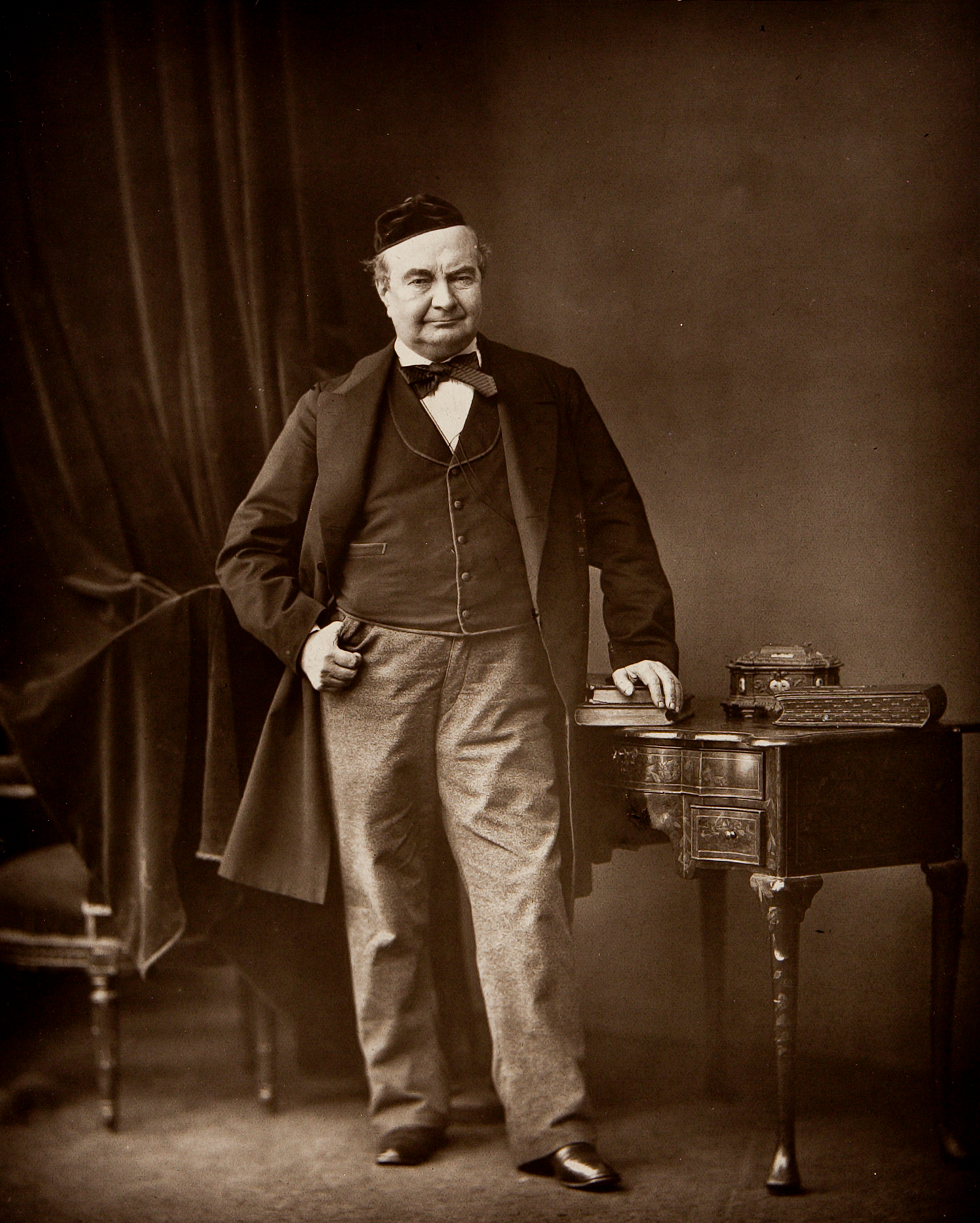
Charles-Augustin Sainte-Beuve

Charles-Augustin Sainte-Beuve (* 23. Dezember 1804 in Boulogne-sur-Mer, Frankreich; † 13. Oktober 1869 in Paris) war ein französischer Literaturkritiker und Schriftsteller.

## Leben
Charles-Augustin Sainte-Beuve erhielt seine Schulbildung in Boulogne-sur-Mer und im Pariser Lycée Charlemagne und studierte danach Medizin an der Universität Lüttich. Nachdem er 1827 eine lobende Kritik über die Oden und Balladen von Victor Hugo veröffentlicht hatte, befreundeten sich die beiden. Sie besuchten gemeinsam den romantischen Literaturzirkel von Charles Nodier, und Sainte-Beuve hatte eine Liaison mit Hugos Gattin Adèle Foucher. Sein literarischer Aufstieg begann mit Tableau historique et critique de la poésie française et du théâtre français au XVIe siècle von 1828, einer historisch-kritischen Arbeit im Stile F. Walter Scotts. In den folgenden Jahren verfasste er Poesiebände unter Pseudonym (Poésies, Consolations und Pensées d'août). „Dunkle, unbestimmte Sehnsucht, überwallendes Gefühl und ein Übermaß von Selbstzergliederung“ (Meyers Konversationslexikon) machen seine Protagonisten zu Geistesverwandten des „Werther“. 
Nach der Julirevolution ließ er sich eine Zeitlang vom Saint-Simonismus mitreißen; er schrieb für die Pariser Blätter „Globe“ und „National“ und verfasste mit Volupté (1834) einen Roman. Erst mit der Anstellung bei der „Revue des Deux Mondes“ konnte er seine frühen literarhistorischen Arbeiten fortsetzen und seine Talente voll entfalten. Honoré de Balzac, der leidenschaftliche Erzähler eigener Erlebnisse, hat ihm in Les illusions perdues (dt.: Verlorene Illusionen) von 1839 in der Figur des talent- wie skrupellosen Emporkömmlings Lucien Chardon ein fragwürdiges Denkmal gesetzt.
1840 erhielt Sainte-Beuve die Stelle eines Konservators an der Bibliothek Mazarin; 1845 wurde er zum Mitglied der Académie française ernannt. Nach dem Staatsstreich Napoleons III. erhielt Sainte-Beuve die Professur der lateinischen Poesie am Collège de France, jedoch führten seine Vorlesungen zu Unruhe unter der mehrheitlich republikanisch gesinnten Studentenschaft, so dass er bald Leseverbot erhielt. Da auch seine Lehrtätigkeit an der École normale supérieure (1857–61) ein jähes Ende fand, zog er sich ins Privatleben zurück. Er gehörte zum Zirkel um die im Zweiten Kaiserreich kulturell einflussreiche Prinzessin Mathilde Bonaparte. Napoleon III. belohnte seine Dienste im Jahre 1865 durch eine Berufung in den Senat.

## Duell

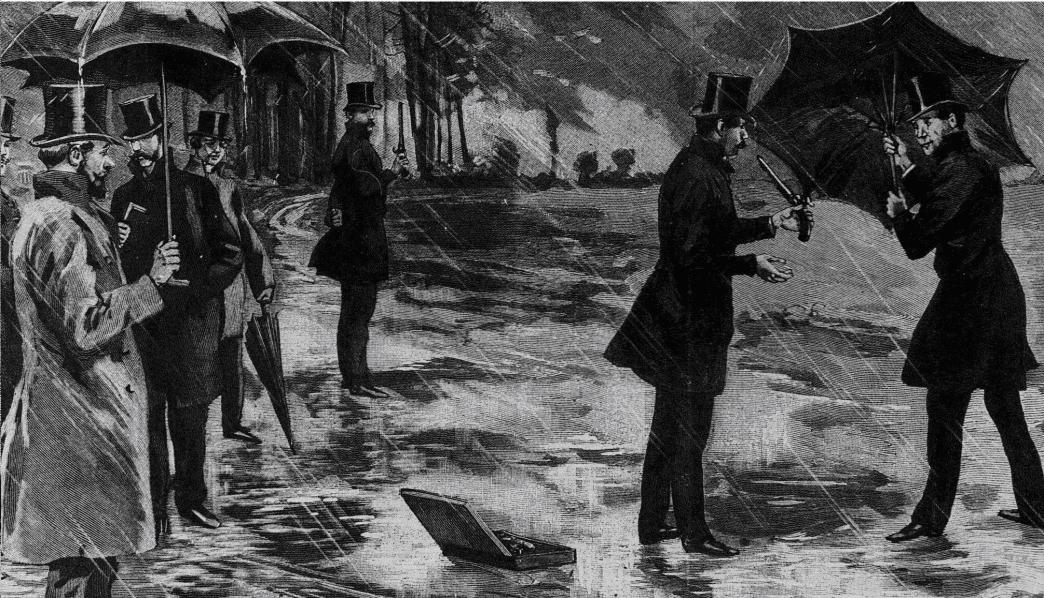
„Lieber tot als nass“ – Sainte-Beuves Duell im Regen 1830

Am 20. September 1830 traf sich Sainte-Beuve mit Paul-François Dubois, Miteigentümer der Zeitung Le Globe, in den Wäldern von Romainville zum Duell. Die beiden Duellanten feuerten im Regen vier Schüsse ab, ohne zu treffen. Sainte-Beuve, der seinen Regenschirm nicht aus der Hand gegeben hatte, bemerkte: „Lieber tot als nass“.

## Rezeption in Deutschland
Friedrich Nietzsche, eigentlich ein bekennender Gegner von Sainte-Beuve, veranlasste 1880 die Gattin seines Freundes Franz Overbeck, Ida Overbeck, die Causeries du lundi ins Deutsche zu übersetzen. Bis dahin war Sainte-Beuve trotz seiner großen Bedeutung in Frankreich noch nie auf Deutsch erschienen, da er als Repräsentant einer in Deutschland verpönten französischen Denkart galt. 1880 erschien Ida Overbecks Übersetzung unter dem Titel „Die Menschen des XVIII. Jahrhunderts“. Nietzsche schrieb an Ida Overbeck am 18. August 1880: „Vor einer Stunde, liebe Frau Professor erhielt ich die ‚Menschen des 18. Jahrhunderts‘, ich blätterte darin und sah dies und jenes gute Wort und hinter jedem guten Wort so viel, viel mehr! Es entzückte mich, und zugleich ergriff mich das Gefühl einer tiefen unaussprechlichen Entbehrung. Ich glaube, ich habe geweint, und es müßte sonderbar zugehen, wenn dieses kleine gute Buch nicht manchem Anderen die Empfindung dergestalt erregte.“ Ida Overbecks Übersetzung ist ein bedeutendes Dokument des deutsch-französischen Kulturtransfers, blieb aber weitgehend unbeachtet. Erst 2014 erschien eine kritische und kommentierte Neuausgabe dieser Übersetzung.
Theodor W. Adorno hat die essayistisch-biographische Schreibweise der Sainte-Beuve’schen Literaturkritik als „bequemen second hand-Realismus des menschlich Näherbringens“ und „versierte Oberflächlichkeit“ charakterisiert.

## Werke
- Histoire du Port Royal (1840–48)
- Causeries du lundi, eine Sammlung seiner in verschiedenen Zeitschriften erschienenen Feuilletonartikel (1851–61)
- Chateaubriand et son groupe littéraire (1860)
- Poésies complètes (1863)
- Critiques et portraits littéraires (1832–39)
- Portraits littéraires (1844)
- Portraits contemporains (1846)
- La galerie de femmes célèbres (1859)
- La nouvelle galerie de femmes célèbres (1863)
- Notice sur M. Littré, sa vie et ses trauvaux (1863)

### Deutschsprachige Ausgaben
- Frauenbildnisse aus vier Jahrhunderten. [Hrsg. Stefanie Strizek. Einleitung Hanns Floerke ]. München und Leipzig, Georg Müller, 1914. 2 Bände.
- Menschen des XVIII. Jahrhunderts. Übersetzt von Ida Overbeck, initiiert von Friedrich Nietzsche. Mit frisch entdeckten Aufzeichnungen von Ida Overbeck neu ediert von Andreas Urs Sommer. Die Andere Bibliothek, Berlin 2014, ISBN 978-3-8477-0355-6.[4]
- Causerien am Montag: Aufklärung aus dem Geist der Salons. Hrsg., übers. und mit einem Nachwort von Robert Zimmer. Verlag Das Arsenal, Berlin 2013. ISBN 978-3-931109-61-5.
- Literarische Portraits aus dem Frankreich des XVII.–XIX. Jahrhunderts. Herausgegeben von Stefan Zweig. 2 Bände. Frankfurter Verlags-Anstalt, Frankfurt am Main 1923. Mit 22 Essays und einer Einleitung Zweigs.[5]
- Literarische Porträts. Übers. und Erl. von Rolf Müller, Ausw. und Einl. von Katharina Scheinfuß. Dieterich’sche Verlagsbuchhandlung, Leipzig 1958 (Sammlung Dieterich 204); WBG, Darmstadt 1958.[6]

## Sekundärliteratur
- Wolf-Dieter Lange (Hrsg.): Französische Literatur des 19. Jahrhunderts. Band 3: Naturalismus und Symbolismus. UTB für Wissenschaft, 944 (für Quelle & Meyer), Heidelberg 1986, ISBN 3494021120, von Johannes Thomas, S. 23–42
- Wolf Lepenies: Sainte-Beuve: Auf der Schwelle der Moderne. Hanser, München 1997. ISBN 3423343559; dtv, München 2006, ISBN 3423343559.
- Christopher Prendergast: The Classic: Sainte-Beuve and the Nineteenth-Century Culture Wars. Oxford University Press, New York 2007, ISBN 3446191216
- Andreas Urs Sommer: Ein Jahrhundert (er)finden. Charles-Augustin Sainte-Beuve, Ida Overbeck, Franz Overbeck, Friedrich Nietzsche und ihre Aufklärung(en). In: Sainte-Beuve: Menschen des XVIII. Jahrhunderts. Übers. Ida Overbeck. Mit frisch entdeckten Aufzeichnungen von Ida Overbeck neu ediert von Andreas Urs Sommer. Die Andere Bibliothek, Berlin 2014, S. 7–75
- Karlheinz Stierle: L’homme et l’œuvre. Sainte-Beuves Literaturkritik. In: Literaturkritik – Anspruch und Wirklichkeit. DFG-Symposion 1989. Hrsg. Wilfried Barner. Metzler, Stuttgart 1990, ISBN 3-476-00727-8, S. 185–196
- René Wellek: Geschichte der Literaturkritik. Bd. 2. De Gruyter, Berlin 1977
- Robert Zimmer: Sainte-Beuve als Erzieher. In: Sainte-Beuve: Causerien am Montag: Aufklärung aus dem Geist der Salons. Das Arsenal, Berlin 2013, ISBN 978-3-931109-61-5 S. 148–178
- Kurt Kötz: Das Frankreichbild im Werke Sainte-Beuve’s. Arbeiten zur romanischen Philologie, 43. Heinrich Pöppinghaus, Langendreer 1937. Zugl. Diss. phil.

## Notizen
1. ↑  Balzac attackierte seinen Roman Port-Royal auch in seiner Zeitschrift Revue parisienne (1840)
2. ↑  Charles-Augustin Sainte-Beuve: Menschen des XVIII. Jahrhunderts. Übersetzt von Ida Overbeck, initiiert von Friedrich Nietzsche. Mit frisch entdeckten Aufzeichnungen von Ida Overbeck neu ediert von Andreas Urs Sommer. Die Andere Bibliothek, Berlin 2014 (= Die Andere Bibliothek. Begründet von Hans Magnus Enzensberger. Bd. 355), ISBN 978-3-8477-0355-6; dazu heißt es in der Presse: „Kenntnisreich [...] zeigt die Einleitung, wie Sainte-Beuves Opus Nietzsche nach anfänglicher Begeisterung zur ‚philosophisch-polemischen Phantasmagorie‘ gerinnt und die eigentliche Lektüre in den Hintergrund tritt.“ (Janika Gelinek: Montagsgespräche. Die Porträts des französischen Schriftstellers Charles-Augustin Sainte-Beuve (1804–1869) über seine Zeitgenossen lesen sich heute noch mit Genuss. In: NZZ am Sonntag vom 31. August 2014, Beilage Neue Bücher, S. 24.)
3. ↑  Theodor W. Adorno: Das Schema der Massenkultur. Kulturindustrie (Fortsetzung) (1942). In: Max Horkheimer, Theodor W. Adorno: Dialektik der Aufklärung. Philosophische Fragmente (= Theodor W. Adorno: Gesammelte Schriften. Bd. 3. Hrsg. von Rolf Tiedemann). Suhrkamp, Frankfurt am Main 1981, ISBN 3-518-07494-6, S. 297–335, Zitat S. 306; Theodor W. Adorno: Der Essay als Form. In: Gesammelte Schriften. Hrsg. von Rolf Tiedemann. Bd. 11: Noten zur Literatur. 3. Auflage. Suhrkamp, Frankfurt am Main 1990, ISBN 3-518-57232-6, S. 9–33, Zitat: S. 12.
4. ↑  Inhalt: Fontenelle, Montesquieu, Mme de Grafigny und Voltaire, Mme du Châtelet, Mme Latour-Franqueville und Rousseau, Diderot, Vauvenarges, Mlle de Lespinasse und Beaumarchais.
5. ↑  Band 1: Einleitung von Stefan Zweig / Essays über Molière, Pascal, Frau von Sévigné, La Rochefoucauld, La Bruyère, Le Sage, Marquise du Deffand, Vauvenargues, De Bernis, Rousseau (Confessions), Diderot, Abbé Galiani. Band 2: Essays über Fräulein von Lespinasse (Briefe), Prinz von Ligne, Chamfort, Beaumarchais, Camille Desmoulins, Madame de Staël, Balzac, Alfred de Musset, Madame Récamier, Flaubert (Madame Bovary).
6. ↑  Über Jean de La Fontaine, Molière, Jean de La Bruyère, Le Sage, Diderot, Madame de Staël, Pierre-Jean de Béranger, Victor Hugo und Honoré de Balzac. Da Sainte-Beuve sich teilw. mehrfach literarisch-kritisch über den Autor im Lauf seines Lebens geäußert hat, ist die fehlende Nennung der frz. Quellen in dieser Edition zu bedauern. Die Quellen, die aus den o. g. Editionen 1834–1863 stammen, sind in WP wie folgt dargestellt: beim einzelnen Autor ist ein Link, entweder als Anmerkung oder unter Weblinks, und mit seiner Hilfe kann der Originaltext (transkribiert oder als Scan) gelesen werden. – Zu deutschsprachigen Printausgaben: es gibt evtl. weitere Ausgaben solcher Porträts, auch auf Deutsch meistens in der alten Schreibweise „Portraits“, z. B. übers. v. Stefan Zweig. Es gibt weitere, noch frühere Kompilationen, stets mit verschiedenen Dargestellten, je nach den Interessen des Hrsg.

| Personendaten    | Personendaten                  |
| ---------------- | ------------------------------ |
| NAME             | Sainte-Beuve, Charles-Augustin |
| ALTERNATIVNAMEN  | Sainte-Beuve, Charles Augustin |
| KURZBESCHREIBUNG | französischer Schriftsteller   |
| GEBURTSDATUM     | 23. Dezember 1804              |
| GEBURTSORT       | Boulogne-sur-Mer, Frankreich   |
| STERBEDATUM      | 13. Oktober 1869               |
| STERBEORT        | Paris                          |